# Coupe d'Angleterre de football 1877-1878
Navigation
Coupe d'Angleterre 1876-1877 Coupe d'Angleterre 1878-1879
La Coupe d'Angleterre de football 1877-1878 est la 7e édition de la Coupe d'Angleterre de football. Le Wanderers Football Club remporte sa cinquième Coupe d'Angleterre de football au détriment du Royal Engineers Association Football Club sur le score de 3-1 au cours d'une finale jouée dans l'enceinte du stade de Kennington Oval à Londres.

## Premier tour
| Club à domicile          | Score   | Club à l'extérieur           | Date             |
| ------------------------ | ------- | ---------------------------- | ---------------- |
| Darwen FC                | 3-0     | Manchester                   | 7 novembre 1877  |
| Grantham Town FC         | 0-2     | Clapham Rovers FC            | 27 octobre 1877  |
| Reading FC               | 2-0     | South Norwood FC             | 7 novembre 1877  |
| Barnes FC                | forfait | St Mark’s                    |                  |
| Royal Engineers AFC      | forfait | Highbury Union               |                  |
| Marlow FC                | 2-0     | Hendon FC                    | 7 novembre 1877  |
| Maidenhead United FC     | 10-0    | Reading Hornets              | 27 octobre 1877  |
| Queen's Park             | Exempt  |                              |                  |
| Upton Park               | 3-0     | Rochester                    | 7 novembre 1877  |
| Wanderers Football Club  | 9-1     | Panthers                     | 7 novembre 1877  |
| 1st Surrey Rifles FC     | 1-0     | Forest School                | 7 novembre 1877  |
| Oxford University AFC    | 5-2     | Hertfordshire Rangers FC     | 3 novembre 1877  |
| High Wycombe             | 4-0     | Wood Grange                  | 27 octobre 1877  |
| Pilgrims                 | 0-0     | Ramblers                     | 3 novembre 1877  |
| Pilgrims                 | 1-0     | Ramblers                     | 9 novembre 1877  |
| Swifts FC                | 3-2     | Leyton FC                    | 7 novembre 1877  |
| Cambridge University AFC | 3-1     | Southill Park                | 2 novembre 1877  |
| 105th Regiment FC        | 0-2     | Old Harrovians Football Club | 7 novembre 1877  |
| Druids FC                | 1-0     | Shropshire Wanderers FC      | 12 novembre 1877 |
| Notts County             | 1-1     | Sheffield FC                 | 7 novembre 1877  |
| Sheffield FC             | 3-0     | Notts County                 | 3 décembre 1877  |
| Remmants                 | 4-0     | St Stephen’s                 | 7 novembre 1877  |
| Hawks                    | 5-2     | Minerva                      | 3 novembre 1877  |
| Old Foresters FC         | forfait | Old Wykehamists              |                  |

## Second tour
| Club à domicile          | Score   | Club à l'extérieur      | Date             |
| ------------------------ | ------- | ----------------------- | ---------------- |
| Sheffield FC             | 1-0     | Darwen FC               | 29 décembre 1877 |
| Barnes FC                | 3-1     | Marlow FC               | 15 décembre 1877 |
| Royal Engineers AFC      | 6-0     | Pilgrims                | 8 décembre 1877  |
| Clapham Rovers FC        | 4-0     | Swifts FC               | 22 décembre 1877 |
| Upton Park FC            | 1-0     | Reading FC              | 8 décembre 1877  |
| Oxford University AFC    | 1-0     | Old Foresters FC        | 15 décembre 1877 |
| High Wycombe             | 0-9     | Wanderers Football Club | 15 décembre 1877 |
| Cambridge University AFC | 4-2     | Maidenhead United FC    | 8 décembre 1877  |
| Druids FC                | forfait | Queen's Park FC         |                  |
| Old Harrovians FC        | 6-0     | 1st Surrey Rifles FC    | 22 décembre 1877 |
| Remmants                 | 2-0     | Hawks FC                | 22 décembre 1877 |

## Troisième tour
| Club à domicile         | Score  | Club à l'extérieur       | Date            |
| ----------------------- | ------ | ------------------------ | --------------- |
| Sheffield FC            | Exempt |                          |                 |
| Royal Engineers AFC     | 8-0    | Druids FC                | 30 janvier 1878 |
| Upton Park FC           | 3-0    | Remmants                 | 19 janvier 1878 |
| Wanderers Football Club | 1-1    | Barnes FC                | 26 janvier 1878 |
| Wanderers Football Club | 4-1    | Barnes FC                | 9 février 1878  |
| Oxford University AFC   | 3-2    | Clapham Rovers FC        | 2 février 1878  |
| Old Harrovians FC       | 2-2    | Cambridge University AFC | 2 février 1878  |
| Old Harrovians FC       | 2-2    | Cambridge University AFC | 9 février 1878  |
| Old Harrovians FC       | 2-0    | Cambridge University AFC | 16 février 1878 |

## Quarts de finale
| Club à domicile         | Score | Club à l'extérieur       | Date            |
| ----------------------- | ----- | ------------------------ | --------------- |
| Royal Engineers AFC     | 3-3   | Oxford University AFC    | 15 février 1878 |
| Royal Engineers AFC     | 2-2   | Oxford University AFC    | 27 février 1878 |
| Royal Engineers AFC     | 4-2   | Oxford University AFC    | 12 mars 1878    |
| Wanderers Football Club | 3-0   | Sheffield Football Club  | 16 février 1878 |
| Old Harrovians FC       | 3-1   | Upton Park Football Club | 9 mars 1878     |

## Demi-finales
| Club à domicile         | Score  | Club à l'extérieur | Date         |
| ----------------------- | ------ | ------------------ | ------------ |
| Royal Engineers AFC     | 2-1    | Old Harrovians FC  | 16 mars 1878 |
| Wanderers Football Club | Exempt |                    |              |

## Finale
| Titulaires : |  |
| |  |
| James Kirkpatrick Alfred Stratford William Lindsay Arthur Kinnaird Frederick Green Charles Wollaston John Wylie Hubert Heron Henry Wace Charles Denton Jarvis Kenrick |  |

| Titulaires : |  |
| |  |
| Lovick Friend James Henry Cowan William George Morris Charles Mayne Frederick Crofton Heath Charles Edward Haynes Morgan Lindsay Robert Hedley Francis George Bond Horace Barnet Oliver Ruck |  |

| Titulaires : |  |
| |  |
| James Kirkpatrick Alfred Stratford William Lindsay Arthur Kinnaird Frederick Green Charles Wollaston John Wylie Hubert Heron Henry Wace Charles Denton Jarvis Kenrick |  |

| Titulaires : |  |
| |  |
| Lovick Friend James Henry Cowan William George Morris Charles Mayne Frederick Crofton Heath Charles Edward Haynes Morgan Lindsay Robert Hedley Francis George Bond Horace Barnet Oliver Ruck |  |

| Wanderers | Royal Engineers |